# Una dona difícil
Una dona difícil (títol original: The Door in the Floor) és una pel·lícula estatunidenca de Tod Williams estrenada l'any 2004, adaptat de la novel·la Una vídua de paper de John Irving. Ha estat doblada al català.

## Argument
Després de la mort dels seus dos fills en un accident, el matrimoni de Ted (Bridges), un autor de llibres infantils, i Marion (Basinger) comença a anar malament. Ni tan sols el naixement de la seva filla Ruth (Elle Fanning) aconsegueix que Marion superi el dolor. Tant és així que, de fet, viuen separats, encara que guardant les aparences. A més, Ted té nombroses aventures. Un estiu contracta com a secretari a un jove (Jon Foster) que s'assembla molt a un dels seus fills. Marion simpatitza molt amb ell, i ell s'enamora d'ella.I amb trenta anys, Ruth, també escriptora, és turmentada per la seva infantesa difícil, la qual cosa l'impedeix de ser feliç. En efecte, no té cap record dels seus dos germans, morts en un accident de cotxe.

## Repartiment
- Jeff Bridges: Ted Cole
- Kim Basinger: Marion Cole
- Elle Fanning: Ruth Cole
- Jon Foster: Eddie O'Hare
- Mimi Rogers: Evelyn Vaughn

## Premis
- Festival de Sant Sebastià: Nominada a la Coquilla d'Or
- Premis Independent Spirit: Nominada a millor actor (Bridges) i millor guió
- National Board of Review: Esment especial

## Crítica
- "Segurament la millor pel·lícula dirigida fins avui basada en una novel·la de John Irving. I també podria catalogar-se com una d'aquestes escasses pel·lícules que són millors que el llibre en el qual és basen"[2]
- "Un d'aquests escassos drames complexos en els quals se't permet entrar, no només mirar."[3]